# Thaveniuska huset

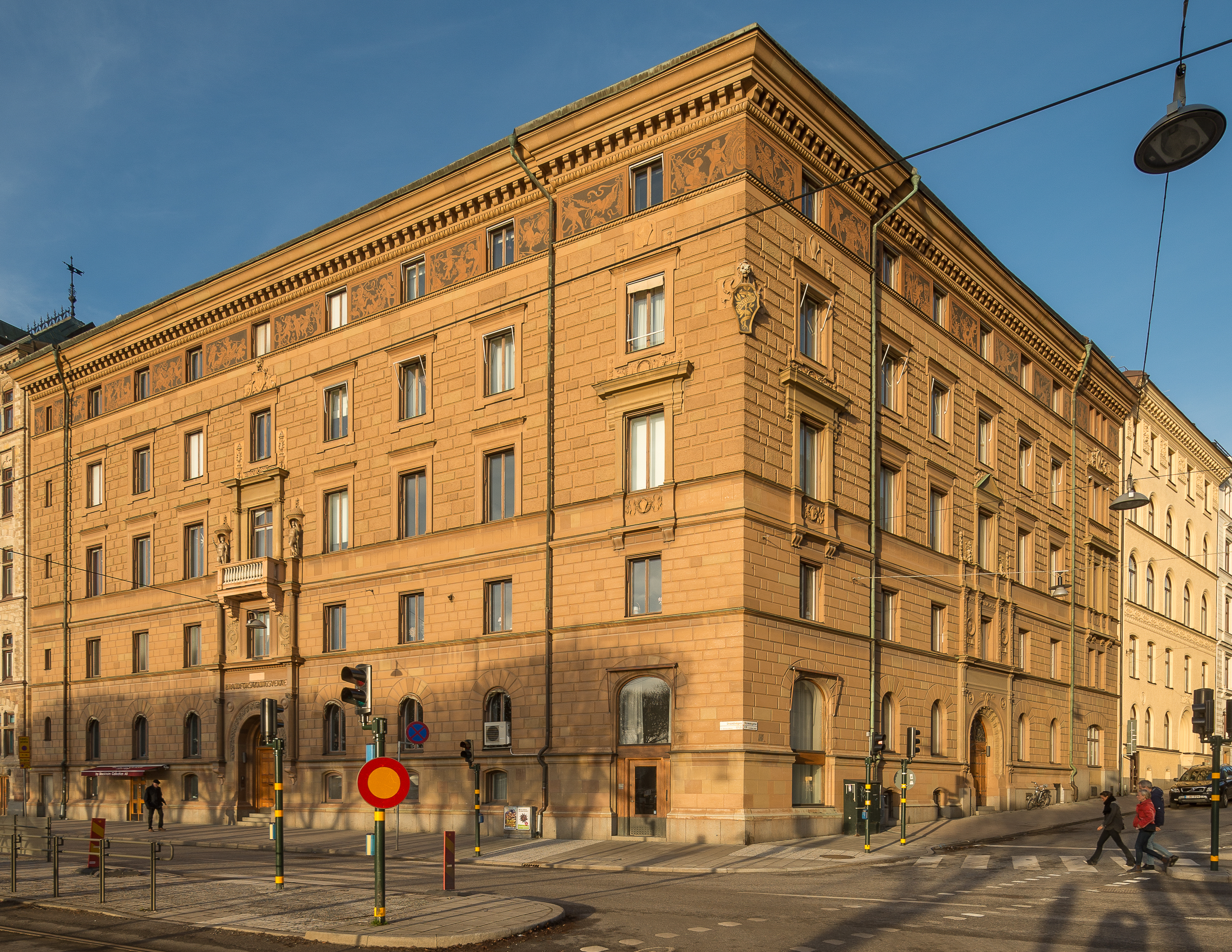
Thaveniuska huset, 2017

Thaveniuska huset (fastigheten Ädelman mindre 17) ligger i kvarteret Ädelman mindre vid Strandvägen 19-21 i Stockholm och är uppfört mellan 1884 och 1885 efter ritningar av arkitekt Isak Gustav Clason. Fastigheten är blåmärkt av Stadsmuseet i Stockholm, vilket är det starkaste skyddet och innebär "att bebyggelsen bedöms ha synnerligen höga kulturhistoriska värden".

## Historik
Thaveniuska huset på Strandvägen i Stockholm byggdes 1884–1885 i italiensk renässansstil. Byggherren, byggmästare Evald Thavenius, anlitade arkitekten Isak Gustaf Clason för detta uppdrag. Clason hade ursprungligen tänkt sig att fasaddetaljerna skulle utföras i sandsten, men fick acceptera att det blev puts och gips istället, i enlighet med beställarens vilja. Clason lyckades dock att ge fasaden variation och mycket liv genom en raffinerad, stenliknande behandling av putsen och genom en intressant indelning av fasadytan med puts i olika färgnyanser.
I Thaveniuska huset tar Clason sina första steg att komma bort från 1800-talets fasadschematik med "påklistrade" attrapper och "oäkta" material. Denna idé till äktheten fortsattes konsekvent i en annan av Clasons byggnader vid Strandvägen, Bünsowska huset.

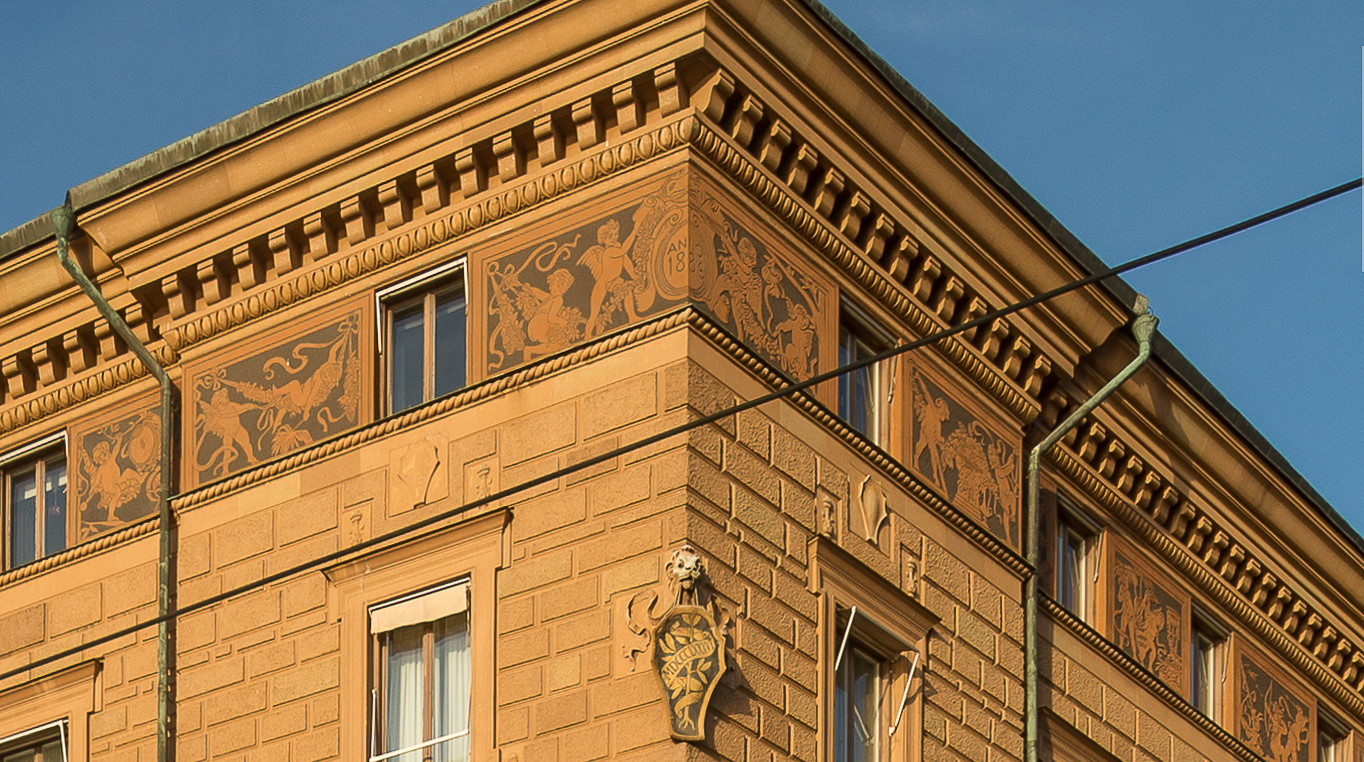
Sgraffitomålningar av Julius Kronberg.

Mellan övervåningens fönster och takfoten finns sgraffitomålningar av Julius Kronberg föreställande lekande putti. Ett palats i Zaragoza i Spanien skall ha påverkat fasadens utformning.
I den svenska moderna byggnadskonstens genombrott hade Isak Gustav Clason sin stora andel som föregångsman. Andra byggnader som bär Clasons namn är Adelswärdska huset, Östermalms saluhall, Hallwylska palatset samt en mängd andra byggnader i olika delar av landet. Evald Thavenius var även byggherre för grannfastigheterna vid Styrmansgatan 3 och 5 (Ädelman mindre 8 och 7) som uppfördes något år efter Thaveniuska huset.
I Thaveniuska huset var Brandförsäkringsverkets kontor inrymt sedan 1932, texten "BRANDFÖRSÄKRINGSVERKET" fanns under många år ovanför huvudentrén. Idag ligger här Brandförsäkringsverkets Stiftelse För Bebyggelsehistorisk Forskning. Stiftelsen bildades 2008 då Brandförsäkringsverket, efter 227 år, beslöt att avveckla verksamheten genom frivillig likvidation.

### Fasaddetaljer

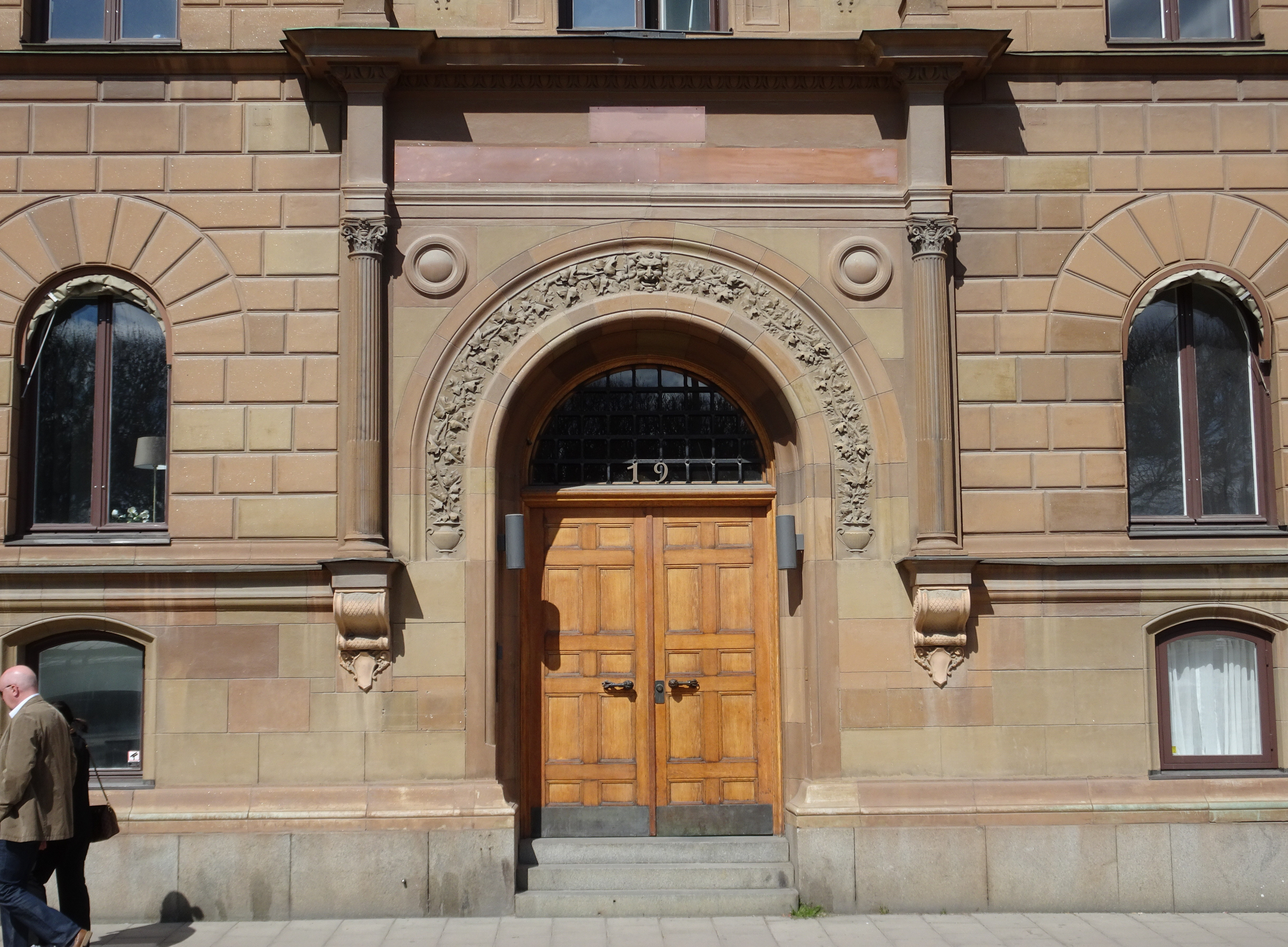
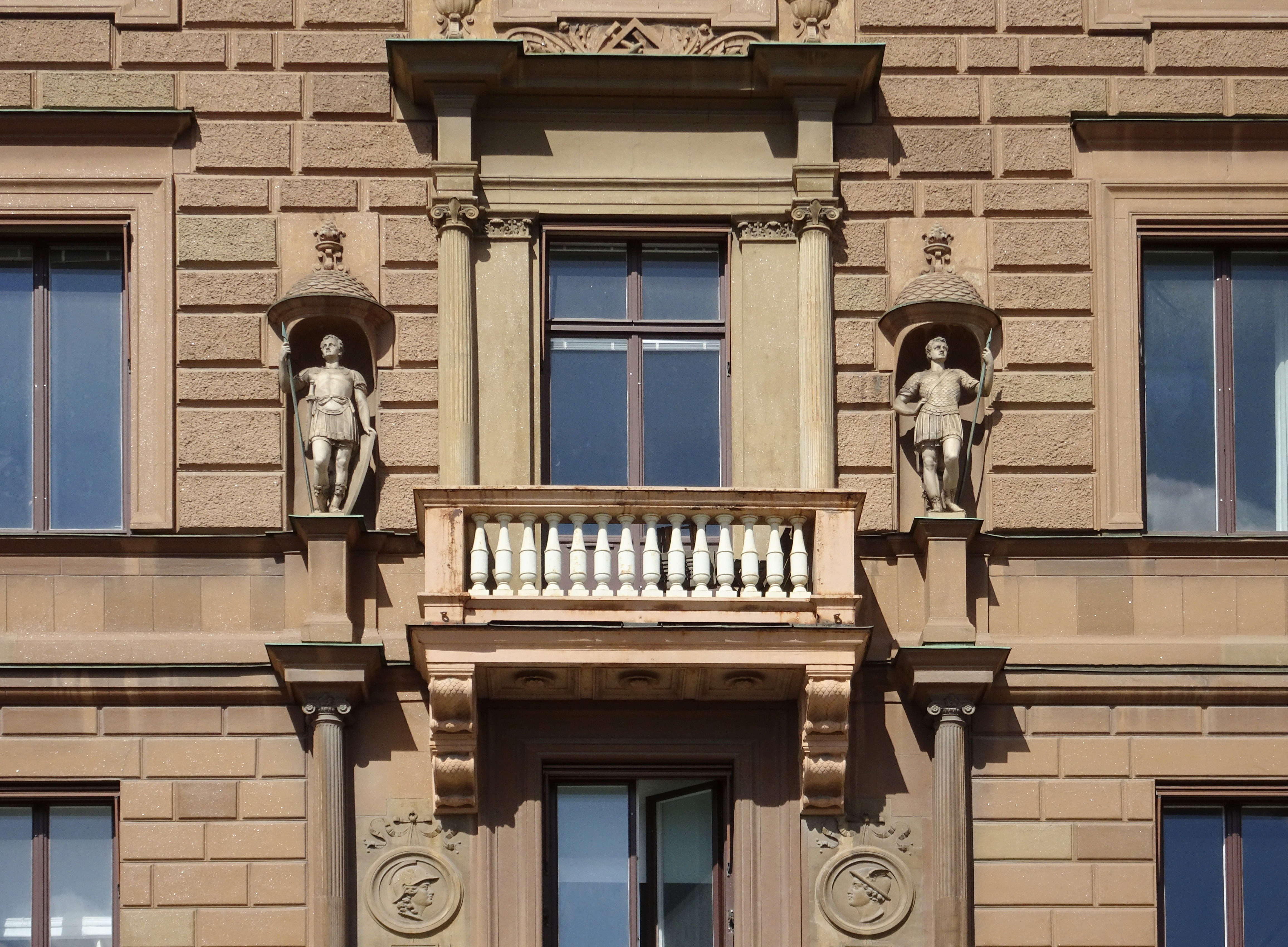
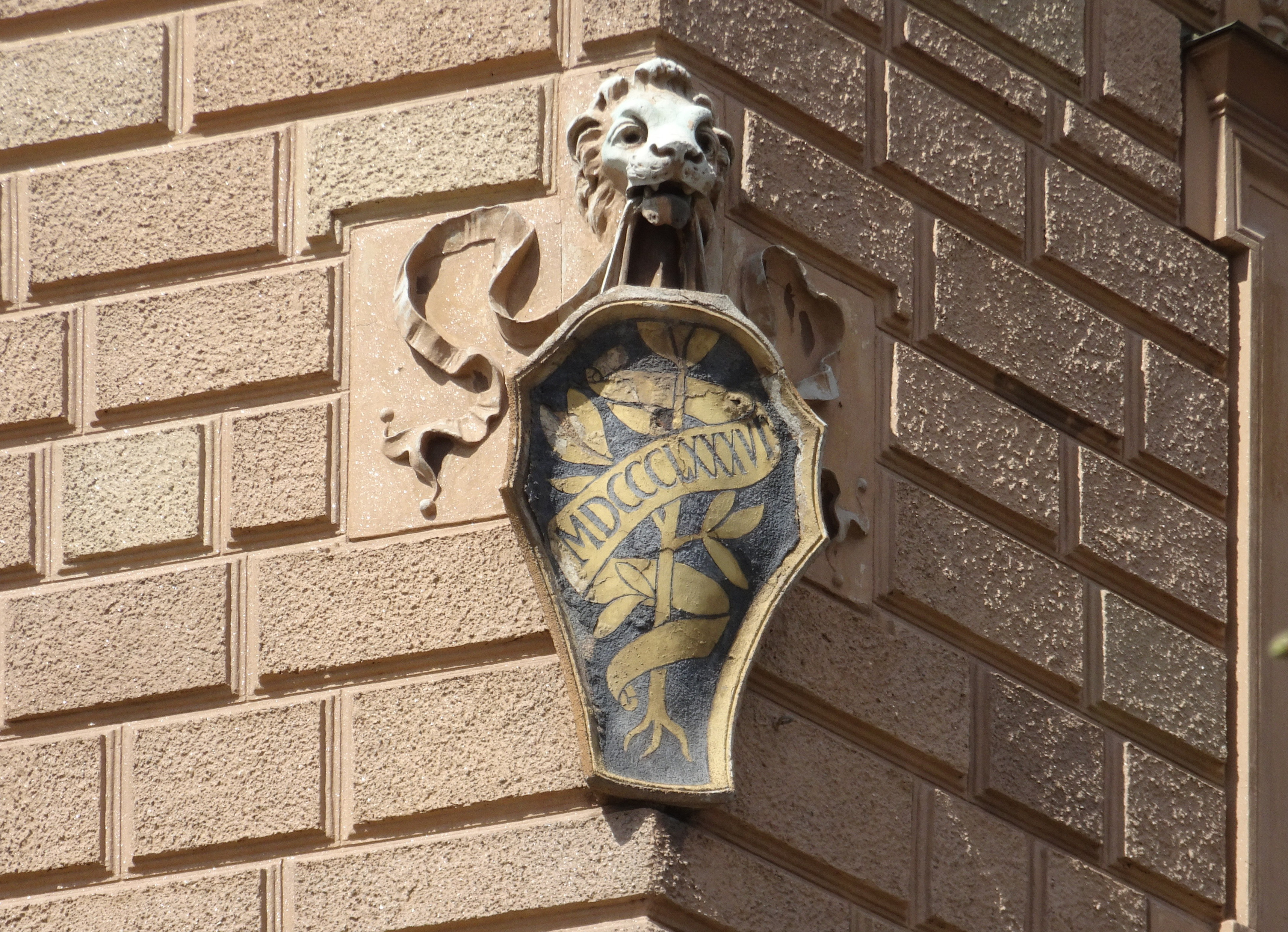
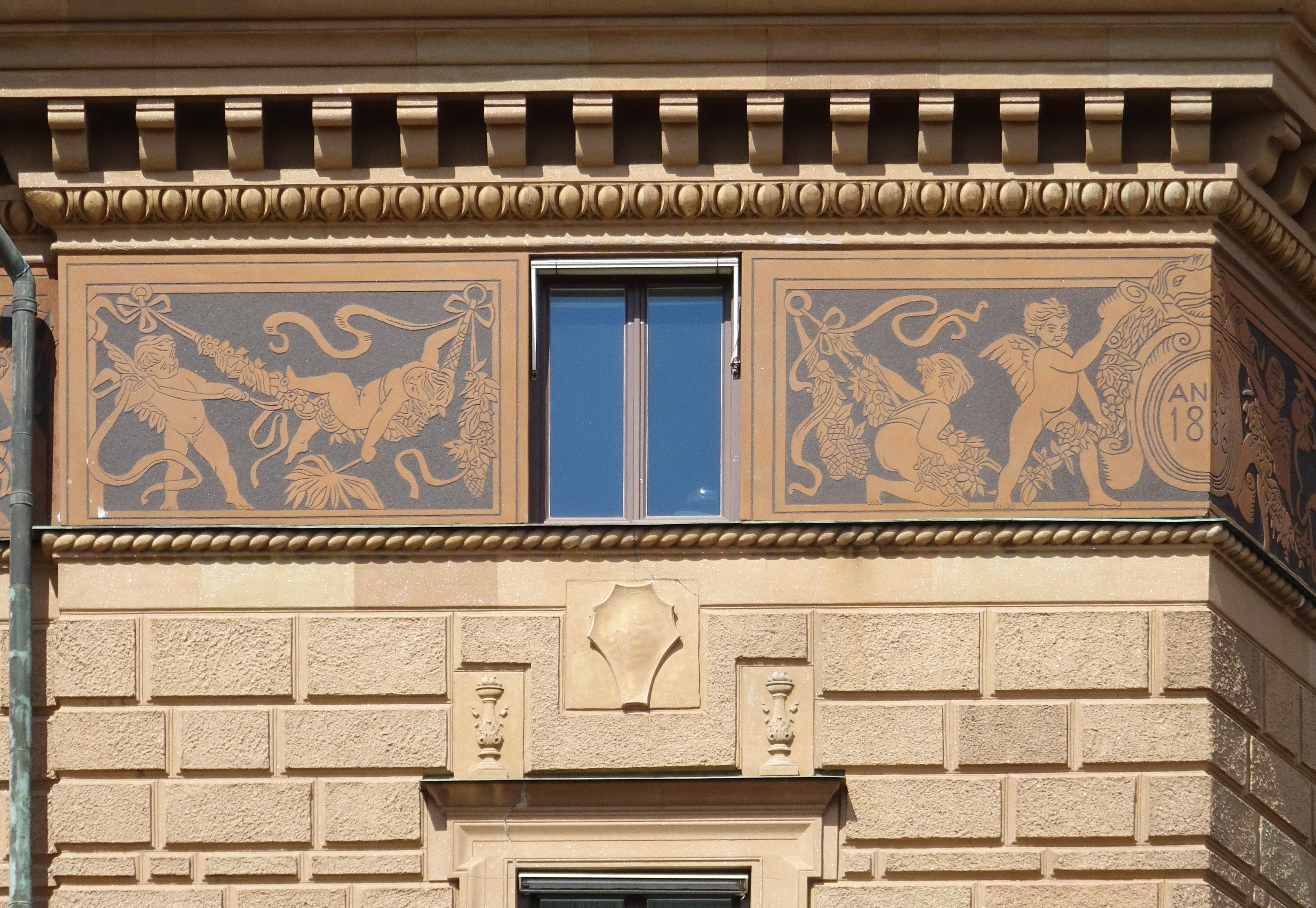